# Ekloge ton nomon
Die Eklogē tōn nomōn (altgriechisch Ἐκλογὴ τῶν νόμων ‚Auszug aus den Gesetzen‘) ist ein – in ungefähr 25 Handschriften überliefertes – Gesetzbuch der byzantinischen Kaiser Leon III. und Konstantinos V., das wohl im März 741 promulgiert wurde.
Es handelt sich um eine kurze Auswahl aus dem Corpus iuris civilis, dessen Komplexität durch Simplizität „zu größerer Menschenfreundlichkeit verbessert“ (so die Rubrik) werden sollte. Das Werk enthält aber auch – insbesondere im Ehe- und Strafrecht – eigenständige, bisweilen christlich geprägte Vorschriften. Außerdem wird die Todesstrafe durch dieses Gesetzbuch abgeschafft und durch Verstümmelung ersetzt. Im Prolog wird – in cäsaropapistischer Manier – der Kaiser als von Gott beauftragter Hirt der Herde der Gläubigen bezeichnet, was der wichtigste Grund für die Ersetzung der Ekloge tōn nomōn durch die Eisagogē tou nomou war.